# Casale Foot Ball Club 1931-1932
Questa voce raccoglie le informazioni riguardanti il Casale Foot Ball Club nelle competizioni ufficiali della stagione 1931-1932.

## Rosa
| N. |                   | Ruolo | Calciatore         |
| -- | ----------------- | ----- | ------------------ |
|    | Italia (bandiera) | P     | Vincenzo Provera   |
|    | Italia (bandiera) | D     | Giordano Roggero   |
|    | Italia (bandiera) | D     | Alberto Mazzucco   |
|    | Italia (bandiera) | D     | Cesare Blondet     |
|    | Italia (bandiera) | D     | Arnaldo Nebbia     |
|    | Italia (bandiera) | C     | Piero Castello     |
|    | Italia (bandiera) | C     | Giuseppe Volta     |
|    | Italia (bandiera) | C     | Attilio Leporati   |
|    | Italia (bandiera) | C     | Mario Celoria      |
|    | Italia (bandiera) | C     | Romolo Castellazzi |
|    | Italia (bandiera) | C     | Francesco Ferrero  |

| N. |                   | Ruolo | Calciatore          |
| -- | ----------------- | ----- | ------------------- |
|    | Italia (bandiera) | A     | Aldo Giuseppe Borel |
|    | Italia (bandiera) | A     | Luigi De Marchi     |
|    | Italia (bandiera) | A     | Mario Gardini       |
|    | Italia (bandiera) | A     | Enrico Migliavacca  |
|    | Italia (bandiera) | A     | Giovanni Isacco     |
|    | Italia (bandiera) | A     | Evasio Bosso        |
|    | Italia (bandiera) | A     | Angelo Montiglio    |
|    | Italia (bandiera) | A     | Antonio Peternel    |
|    | Italia (bandiera) | A     | Angelo Schiavetta   |

## Statistiche

### Statistiche di squadra
| Competizione | Punti | In casa | In casa | In casa | In casa | In casa | In casa | In trasferta | In trasferta | In trasferta | In trasferta | In trasferta | In trasferta | Totale | Totale | Totale | Totale | Totale | Totale | DR  |
| Competizione | Punti | G       | V       | N       | P       | Gf      | Gs      | G            | V            | N            | P            | Gf           | Gs           | G      | V      | N      | P      | Gf     | Gs     | DR  |
| ------------ | ----- | ------- | ------- | ------- | ------- | ------- | ------- | ------------ | ------------ | ------------ | ------------ | ------------ | ------------ | ------ | ------ | ------ | ------ | ------ | ------ | --- |
| Serie A      | 28    | 17      | 8       | 3       | 6       | 28      | 21      | 17           | 4            | 1            | 12           | 23           | 46           | 34     | 12     | 4      | 18     | 51     | 67     | -16 |

### Statistiche dei giocatori
| Giocatore      | Serie A  | Serie A |
| Giocatore      | Presenze | Reti    |
| -------------- | -------- | ------- |
| C. Blondet     | 4        | 0       |
| A. Borel       | 32       | 17      |
| E. Bosso       | 10       | 3       |
| R. Castellazzi | 4        | 0       |
| P. Castello    | 33       | 1       |
| M. Celoria     | 14       | 8       |
| L. De Marchi   | 32       | 12      |
| F. Ferrero     | 3        | 0       |
| M. Gardini     | 32       | 7       |
| G. Isacco      | 11       | 0       |
| A. Leporati    | 31       | 1       |
| A. Mazzucco    | 30       | 0       |
| E. Migliavacca | 28       | 2       |
| A. Montiglio   | 5        | 0       |
| A. Nebbia      | 2        | 0       |
| A. Peternel    | 2        | 0       |
| V. Provera     | 34       | -67     |
| G. Roggero     | 34       | 0       |
| A. Schiavetta  | 1        | 0       |
| G. Volta       | 32       | 0       |